# Homo heidelbergensis
Homo heidelbergensis – wymarły środkowoplejstoceński gatunek Homo. 

## Odkrycie i opisanie
Żuchwę człowieka heidelberskiego odnaleziono 21 października 1907 roku na terenie żwirowni w Mauer, niedaleko miasta uniwersyteckiego Heidelberg w Niemczech (stąd nazwa). Obecnie datuje się ją na ok. 610 tys. lat i przypisuje mężczyźnie. Na bazie tego odkrycia w 1908 r. człowiek heidelberski został opisany przez Ottona Schötensacka. Żuchwa w 1909 r. została przekazana Uniwersytetowi w Heidelbergu, gdzie do dzisiaj przechowywana jest w Instytucie Geologii.

## Charakterystyka
Człowiek heidelberski posiadał duży mózg (w dolnych granicach rozmiarów mózgów współczesnych ludzi). 
Na podstawie znajdywanych w pobliżu szczątków znalezisk archeologicznych można podejrzewać, że potrafił posługiwać się narzędziami kamiennymi i drewnianymi.
W miarę poznawania gatunku pojawia się coraz więcej teorii dotyczących jego losów. Być może zebrane pod tą nazwą szczątki mogą należeć do różnych gatunków. Zgodnie ze współcześnie popularną hipotezą, człowiek heidelberski jest ostatnim wspólnym przodkiem eurazjatyckiego neandertalczyka i afrykańskiego Homo sapiens.

## ObecnośćHomo heidelbergensisna terenie Polski
Nowe datowania znalezisk archeologicznych z jaskini Tunel Wielki na podstawie szczątków zwierzęcych znalezionych w warstwach badanych przez W. Chmielewskiego pozwalają podejrzewać, że znalezione tam narzędzia kamienne mają 450–550 tys. BP Takie wydatowanie wskazuje na Homo heidelbergensis jako ich twórcę. 